# Det Udenrigspolitiske Nævn
Det Udenrigspolitiske Nævn er et vigtigt og fortroligt udvalg i Folketinget, der har udenrigs- og forsvarspolitik som sagsområder. Det er ikke tilladt at referere fra udvalgets møder.
Regeringen rådfører sig med det Udenrigspolitiske Nævn før enhver beslutning af større udenrigspolitisk karakter. Nævnet blev oprettet som et midlertidigt udvalg i slutningen af første verdenskrig og ved lov nr. 137 af 13. april 1923 om nedsættelse af et udenrigspolitisk nævn gjort til et permanent organ. I 1953 blev nævnets eksistens grundlovsfæstet i § 19, stk. 3, der lyder: "Folketinget vælger af sin midte et udenrigspolitisk nævn, med hvilket regeringen rådfører sig forud for enhver beslutning af større udenrigspolitisk rækkevidde. Nærmere regler om det udenrigspolitiske nævn fastsættes ved lov." 1923-loven blev i 1954 afløst en ny Lov om Det udenrigspolitiske nævn.
Udvalget nedsættes i begyndelsen af hvert folketingsår og efter et -valg.

## Sammensætning
Nævnets sammensætning, ikke inklusive stedfortrædere, er pr.  juli 2022 (kan være forældet):
- Annette Lind, Socialdemokratiet
- Mogens Jensen, Socialdemokratiet
- Kasper Sand Kjær, Socialdemokratiet
- Rasmus Horn Langhoff, Socialdemokratiet
- Martin Lidegaard, Radikale Venstre (formand for nævnet)
- Sofie Carsten Nielsen, Radikale Venstre
- Pia Olsen Dyhr, Socialistisk Folkeparti
- Karsten Hønge, Socialistisk Folkeparti
- Søren Søndergaard, Enhedslisten
- Michael Aastrup Jensen, Venstre (næstformand for nævnet)
- Jakob Ellemann-Jensen, Venstre
- Claus Hjort Frederiksen, Venstre
- Lars Løkke Rasmussen, Moderaterne
- Søren Espersen, løsgænger
- Kristian Thulesen Dahl, løsgænger
- Edmund Joensen, Sambandsflokkurin
- Søren Pape Poulsen, Det Konservative Folkeparti